# Anschlag von Buenos Aires 1992

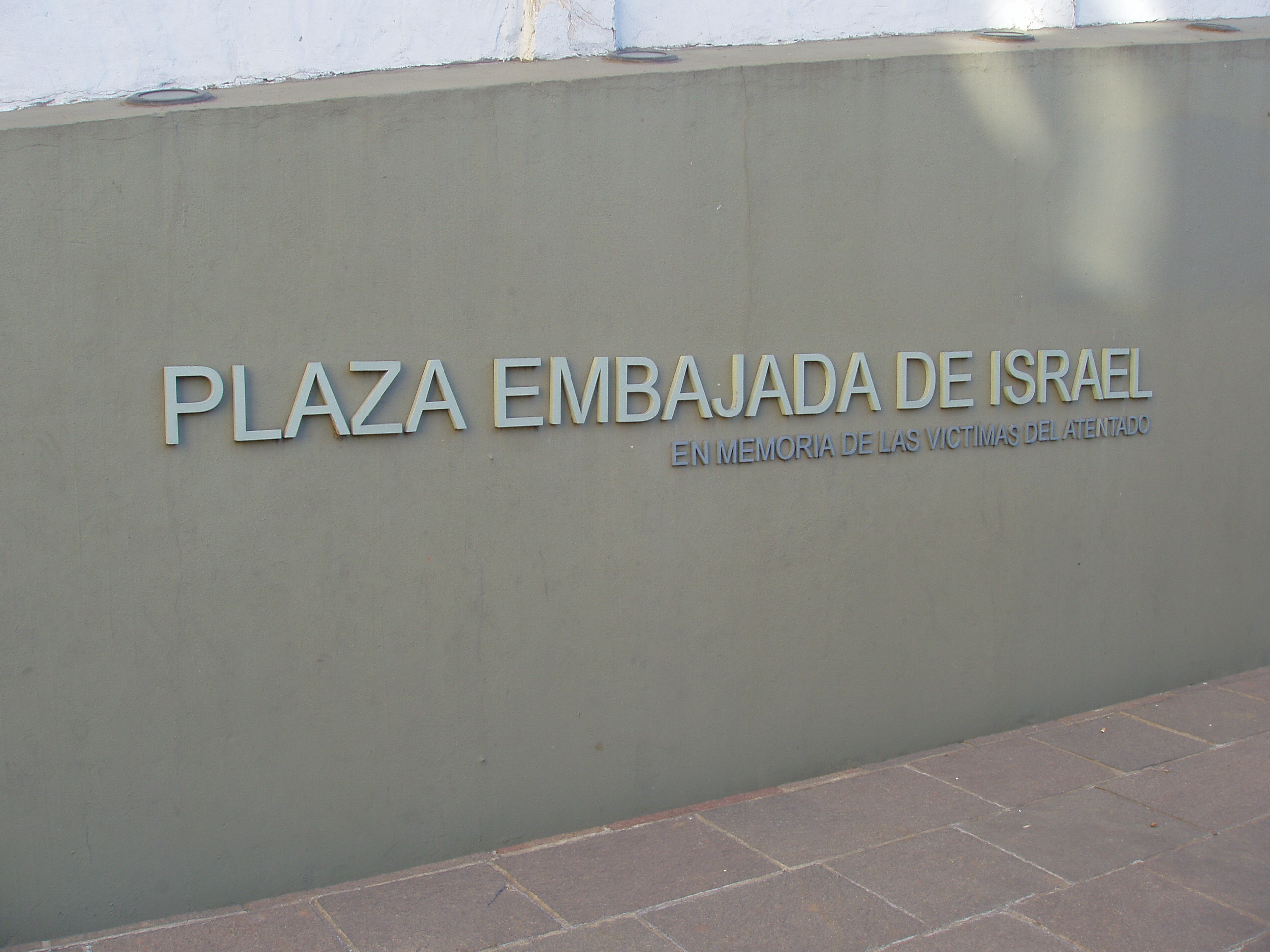
Plaza Embajada de Israel

Der Anschlag auf die Botschaft von Israel in Buenos Aires war ein Bombenattentat gegen die israelische Botschaft in der argentinischen Hauptstadt Buenos Aires.

## Ablauf
Es fand am 17. März 1992 um 14:42 Uhr statt. Ein mit Sprengstoff beladener Pick-up, gesteuert von einem Selbstmordattentäter, fuhr in das Gebäude der Botschaft an der Ecke Calle Arroyo und Calle Suipacha hinein und explodierte. Bei dem Anschlag starben vier Israelis, die meisten der Opfer waren jedoch argentinische Zivilisten, darunter viele Kinder einer benachbarten katholischen Schule.
Insgesamt wurden 29 Menschen getötet und 242 Personen verletzt. Dabei wurde das Botschaftsgebäude zerstört, sowie die benachbarte katholische Kirche, eine Schule und ein Altersheim schwer beschädigt. Weiter wurden mehr als 400 Wohnungen und Geschäfte zerstört oder stark beschädigt.
Der Terroranschlag war bis dahin der schwerste in der argentinischen Geschichte. Beim Anschlag von Buenos Aires 1994 auf das jüdische Gemeindezentrum Asociación Mutual Israelita Argentina wurden 87 Menschen getötet und über 100 verletzt.

## Hintergründe
Als verantwortlich für den Anschlag bezeichnete sich der Islamische Dschihad. Als Grund wurde der Tod des Hisbollah-Generalsekretärs Abbas al-Musawi angegeben, den die Attentäter als gezielte Tötung ansahen. Als Beweis für den Anschlag veröffentlichten sie ein Beobachtungsvideo der Botschaft, das kurz vor dem Anschlag aufgenommen wurde.
Nach dem Anschlag sandte Israel Ermittlungsbeamte nach Argentinien. Diese fanden heraus, dass der Anschlag im Dreiländereck von Brasilien, Argentinien und Paraguay geplant wurde, wo viele Schiiten leben. 1996 beschuldigte die Argentinische Akademie der Ingenieurwissenschaften einen israelischen Botschaftsangehörigen die Bombe selbst gezündet zu haben. Zwei Jahre später ging jedoch aus einem von der US-amerikanischen NSA abgefangenen Telefongespräch aus der iranischen Botschaft hervor, dass die für den Bombenanschlag Verantwortlichen aus dem Iran und dem Libanon stammten, der Iran Kenntnis von den Plänen hatte und die Komplizenschaft mit Imad Mughniyya bestand.
Im Mai 1998 wurde Moshen Rabbani (bis Dezember 1997 Kultur-Attaché in der iranischen Botschaft in Argentinien) in Deutschland festgenommen und die argentinische Regierung verwies sechs iranische Diplomaten des Landes mit der Begründung, sie habe eindeutige Beweise für die Beteiligung des Iran am Anschlag. Keiner der Verdächtigen wurde jedoch verurteilt. Tatsächlich fand der Anschlag zu einer Zeit statt, als der Iran und Argentinien auf eine Wiederaufnahme der Zusammenarbeit im Bereich der Kernenergie hofften. Ein paar Monate zuvor hatte Argentinien jedoch die Verschiebung eines geplanten Transports von Nuklearmaterial in den Iran angekündigt.
1999 erließ die argentinische Regierung einen Haftbefehl gegen Imad Mugniyah aufgrund der vermuteten Verbindung zu dem Anschlag und auch zu dem Attentat auf das jüdische Gemeindezentrum AMIA (Asociación Mutual Israelita Argentina) 1994. Es wird angenommen, dass die beiden Anschläge zusammenhängen. Zu einer Festnahme von Tätern oder Hintermännern ist es bisher (Stand: März 2018) aber nicht gekommen.
Präsident Nestor Kirchner bezeichnete das Geschehenlassen dieser beiden Anschläge, ohne dass wirkliche Untersuchungen angestellt würden, als „nationale Schande“. Er ließ daraufhin die Untersuchungen wieder aufnehmen, beauftragt damit war Juan José Galeano. Zugleich hob er das Verbot für ehemalige Geheimdienstmitarbeiter auf, als Zeugen auszusagen.

## Gedenken
An dem ehemaligen Standort der Botschaft im Stadtteil Retiro ist ein Mahnmal errichtet worden. Auf dem kleinen Platz stehen 21 Bäume und 7 Bänke zum Gedenken an die Opfer. Eine Plakette auf Spanisch und Hebräisch beschreibt das Ereignis und nennt die Namen der Opfer.
An der Gedenkzeremonie am 16. März 2018 nahmen erstmals Vertreter der argentinischen Regierung, darunter die Vizepräsidentin Gabriela Michetti, teil.